# Коноплянка, Евгений Олегович
Евге́ний Оле́гович Конопля́нка (укр. Євген Олегович Коноплянка; род. 29 сентября 1989, Кировоград) — украинский футболист, полузащитник. Победитель Лиги Европы (2015/16).

## Детство и юность
Воспитанник школы кировоградского футбольного клуба «Олимпик». Первый тренер Коноплянки, Юрий Кевлич, рассказывал, что мальчик с детства удивил его силой удара, скоростью и выносливостью (параллельно с футболом Евгений долгое время занимался каратэ). В отличие от сверстников, Коноплянка имел характер и много работал над собой, в частности, над техникой и обводками левой ногой. Тренировки будущего капитана сборной Украины проходили в спортивном зале завода «Красная Звезда», где было холоднее, чем на улице, а вместо футбольных полей были асфальтированы баскетбольные площадки. В детско-юношеской футбольной лиге Украины выступал за кировоградскую ДЮСШ-2.
Зимой 2005 года 16-летнего Коноплянку начали приглашать в такие гранды украинского футбола, как «Шахтёр» (Донецк) и «Динамо» (Киев). 5 января 2006 он должен был проходить медосмотр в киевский клуб, но Юрий Кевлич устроил просмотр футболиста в «Днепр». Спортивный директор и тренеры днепропетровского клуба были удивлены игрой молодого полузащитника, в итоге он оказался в команде.
В юношеском возрасте играл в нападении и на позиции правого полузащитника, но уже в «Днепре» тренеры начали ставить Евгения на левый фланг.

## Клубная карьера

### «Днепр»
Зимой 2006 года был переведён в дубль «Днепра». Первую зарплату получил в размере 300 долларов. В Высшей лиге Украины дебютировал 26 августа 2007 года в домашнем матче против ужгородского «Закарпатья» (0:0), Коноплянка вышел на 83-й минуте вместо Джабы Канкавы.

#### Сезон 2009/10
Играл под 42-м номером. Первым результативным действием в чемпионате Украины отличился в матче с «Таврией» (голевая передача). Закрепился в составе первой команды «Днепра» с начала весенней части сезона 2009/10, когда начал регулярно выходить в стартовом составе, отмечаться забитыми голами, а также высокой техникой владения мячом. Первый гол в Премьер-Лиге забил в матче с «Зарёй» (завершился 2:2). После этого его сравнивали с Лионелем Месси, Рафаэлем ван дер Вартом и Диего. Так же забивал в ворота киевского «Динамо», мариупольского «Ильичёвца» и запорожского «Металлурга», против последнего ещё отличился ассистом. С сезона 2009/10 Коноплянка являлся основным игроком «Днепра» и одним из лидеров команды. На официальном сайте «Днепра» проводилось традиционное голосование «Герой сезона», в котором болельщики определяли лучшего игрока сезона — по результатам сезона 2009/10 награду получил Евгений.

#### Сезон 2010/11

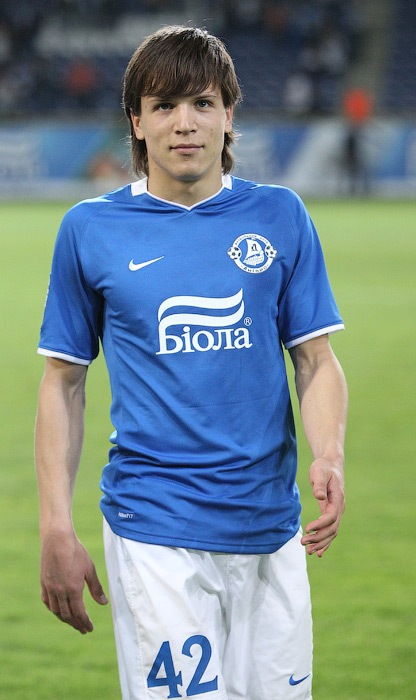
Коноплянка в составе «Днепра» в 2010 году

Сменил номер на 10-й. При новом тренере Хуанде Рамосе Евгений окончательно закрепился в основном составе и начал становиться лидером команды. Впервые сыграл в еврокубках, но до группового этапа «Днепр» не дошёл. Провёл 31 матч (несколько игр пропустил из-за травмы) и забил 6 голов: в ворота «Ильичёвца», донецкого «Металлурга», «Ворсклы», «Волыни», а также сделал дубль в принципиальном для днепропетровской команды дерби с харьковским «Металлистом». Отдавал голевые передачи в матчах с «Ильичёвцем», киевским «Динамо» и запорожским «Металлургом». В 3-м круге Кубка Украины отдал голевую передачу против «Таврии». В матче 1/4 финала Кубка Украины против «Зари» реализовал одиннадцатиметровый удар в серии пенальти, «Днепр» прошёл дальше. Получил награду «Футболист года на Украине» по версии издания «Украинский футбол» в 2010 году, а также звание лучшего молодого игрока 2010 по версии Sport.ua Был выбрал лучшим молодым игроком чемпионата Украины 2010/11, вновь стал «Героем сезона» по версии болельщиков «Днепра».
В 2011 году киевское «Динамо» предложило днепропетровцам 15 млн евро за Евгения, но клуб готов был отдать футболиста за 50-60 млн.

#### Сезон 2011/12
Первый гол в сезоне забил в матче 10-го тура чемпионата, со штрафного поразив ворота «Таврии». В 12-м туре оформил дубль в матче с «Александрией». В следующем матче против «Оболони» отметился голом и голевым пасом. В кубковом матче против луцкой «Волыни» забил гол, а в 18-м туре чемпионата против этой же команды сделал ассист. В домашнем (14-й тур) и выездном (29-й тур) матчах против донецкого «Металлурга» отдал голевые передачи. В первом матче весенней части чемпионата (21-й тур), с «Шахтёром», и в матче 24-го тура против луганской «Зари» тоже отдал голевые пасы. В двух подряд играх оформил дубли: как и в первом круге, в ворота «Александрии» (в этом матче ещё отдал голевую передачу), а также против «Оболони». В последнем матче сезона, против «Карпат», отличился двумя голевыми передачами. Стал лучшим игроком сезона чемпионата Украины 2011/12

#### Сезон 2012/13
В первом матче сезона против «Таврии» получил красную карточку на 30-й минуте матча. Отбыв дисквалификацию, уже в первом матче (против «Металлурга») оформил дубль. В квалификации Лиги Европы 2012/2013, забил два гола «Словану» в двух матчах, так же в домашнем матче заработал пенальти и отдал голевую передачу. В первом круге чемпионата сделал три голевые передачи: против «Шахтёра», «Металлиста» и «Таврии». В групповом этапе Лиги Европы против ПСВ забил гол, в этом же турнире отличился ассистом в матче против шведского клуба АИК. Несколько поединков осенней и весенней части сезона пропустил из-за травмы. В 24-м туре отдал две голевые передачи в матче против «Черноморца». По итогам выступлений команды в Лиге Европы сезона 2012/2013 попал в символическую сборную группового этапа. Так же УЕФА включил Евгения в список 8 лучших молодых футболистов Лиги Европы 2012/13. Стал футболистом года на Украине в 2012 году по версии издания «Украинский футбол».

#### Сезон 2013/14
В 1-м туре, в матче против киевского «Арсенала», забил гол со штрафного. В следующем матче забил мяч в ворота «Ильичёвца». У «Днепра» было два важных матча: против «Нымме Калью» в квалификации Лиги Европы и против «Шахтёра» в чемпионате. В обоих матчах Коноплянка отметился голевыми передачами. Отдал ассист в матче Лиги Европы против «Пандурия». Два матча подряд забивал голы, против «Буковины» в Кубке Украины и «Черноморца» в чемпионате. В выездном матче группового этапа Лиги Европы против «Пасуш де Феррейра» отдал голевую передачу и забил гол. В следующих трёх матчах тоже отличился голами, против «Ворсклы», донецкого «Металлурга» и «Пасуш де Феррейра» (дома). В следующем матче против «Ильичёвца» отметился двумя голевыми передачами. Открыл счёт в последнем матче группового этапа Лиги Европы против «Фиорентины».
Вновь получил награду от издания «Украинский футбол» как лучший футболист Украины в 2013 году, аналогичное звание так же получил от газеты «Команда». Гол Евгения в ворота «Черноморца» был признан лучшим голом на Украине в 2013 году.
В 2014 году так и не состоялся трансфер Коноплянки в «Ливерпуль», который все ожидали в течение всего трансферного окна. Управляющий директор «Ливерпуля» Ян Эйр лично прилетал на Украину, но в последний момент англичане не смогли договориться с президентом «Днепра» Игорем Коломойским. Позже Коноплянка рассказывал:
Тогда в Днепр приехала делегация серьёзных людей из «Ливерпуля». Мы ужинали. «Соглашение закрыто», – утверждали они. Они должны были заплатить столько, сколько хотел Игорь Коломойский. Мартин Шкртел даже написал мне сообщение: «Мы ждем тебя». Стивен Джеррард также выразил свое благословение. Потом я ездил к Коломойскому. «Пожалуйста, пожалуйста, отпустите меня, я осуществлю свою мечту», – просил я. «Ливерпуль» предложил 25 миллионов евро. Это большие деньги, но Игорь Коломойский был неумолим.
В матче 1/16 Лиги Европы забил победный гол в ворота «Тоттенхэма» на 81-й минуте игры, стал игроком матча по версии известного статистического портала Whoscored. Однако «Днепр» всё же уступил в выездном противостоянии. В игре 21-го тура против «Севастополя» забил мяч на 85-й минуте. В перенесённом матче 20-го тура чемпионата Украины против «Говерлы» забил гол со штрафного и отдал голевой пас, это же (гол со штрафного и пас) сделал против «Ворсклы». Отдал ассист в игре против «Карпат». В последнем матче сезона против донецкого «Металлурга», в котором решалась судьба второго места, так же отличился голевой передачей. Был признан лучшим игроком чемпионата Украины 2013/14, в котором «Днепр» финишировал вторым. Болельщики так же высоко отметили действия Евгения и в третий раз присвоили ему звание «Герой сезона».

#### Сезон 2014/15
В матче 1-го тура отметился голом со штрафного в ворота донецкого «Металлурга». Играл в квалификации Лиги чемпионов. Отдал голевой пас в матче с «Карпатами». Несколько поединков, в том числе сентябрьские матчи сборной Украины, пропустил из-за травмы мениска. В первом матче после травмы, в дерби против «Металлиста», отличился ассистом и голом. Отдал голевую передачу в матче 9-го тура против «Черноморца» и кубковом матче против «Волыни». Отдал ассист в матче Лиги Европы против «Интернационале», но в том же поединке не реализовал пенальти. В матчах чемпионата против «Зари» и донецкого «Металлурга» забил по голу. В матче 1/16 Лиги Европы, в игре против «Олимпиакоса» отдал голевой пас на 93-й минуте. В следующем матче, против «Волыни», отметился голом. Через два матча в игре 1/8 финала Лиги Европы против «Аякса» отдал голевой пас на 30-й минуте. В ответном выездном матче выводил команду на поле с капитанской повязкой и забил решающий мяч на 97-й минуте. Портал Whoscored назвал Евгения лучшим игроком матча, оценив его игру в 9.7 баллов из 10. В матче с «Ворсклой» отдал голевую передачу и забил гол. В 20 туре, в игре против «Олимпика», забил гол. Во втором полуфинальном матче Лиги Европы с «Наполи» отдал голевую передачу на Евгения Селезнёва. Играл в финале турнира против «Севильи». Вошёл в символическую сборную еврокубка.
За время выступлений в «Днепре» Евгений забил 45 голов и оформил 39 результативных передач в 212 матчах во всех турнирах.

### «Севилья»

#### Сезон 2015/16
Летом 2015 года закончился контракт в «Днепре». На Коноплянку претендовали такие именитые клубы, как «Ливерпуль», «Тоттенхэм», «Интернационале», «Ювентус», «Милан», «Рома», «Пари Сен-Жермен», «Атлетико Мадрид» и «Севилья». В конце концов, Коноплянка и его отец, который является агентом игрока, выбрали последний вариант, заключив соглашение с клубом, который нанёс поражение «Днепру» в финале Лиги Европы 2014/15. 3 июля о переходе было объявлено официально. 20 июля состоялась презентация игрока. Впоследствии в официальном Твиттере игрок сообщил, что будет выступать под 22 номером. Провёл несколько товарищеских поединков с новой командой.

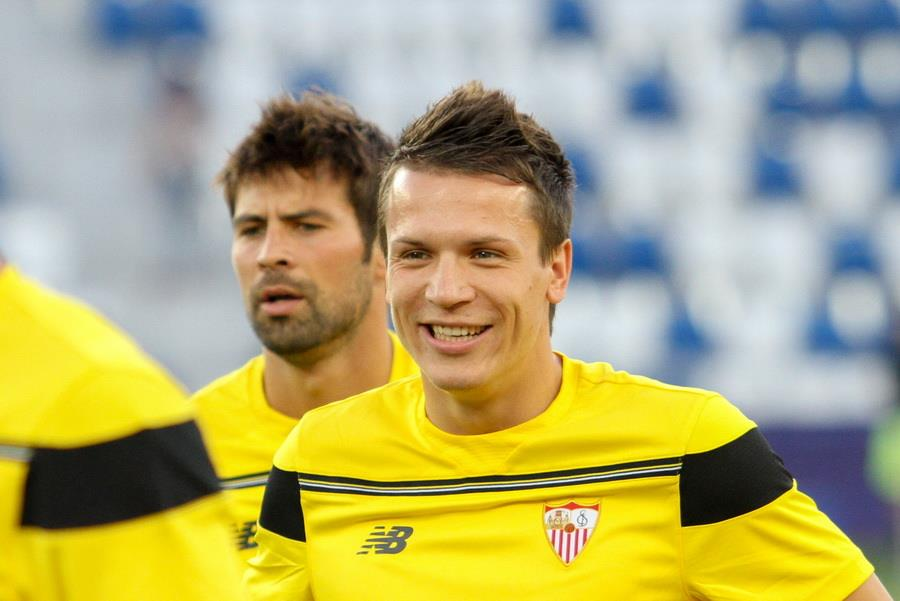
Коноплянка во время тренировки перед финалом Суперкубка УЕФА

Официальный дебют в новой команде состоялся 11 августа в матче за Суперкубок УЕФА против победителя Лиги чемпионов «Барселоны». Коноплянка вышел на поле на 68-й минуте при счёте 4:2 в пользу «Барселоны», на 81-й минуте забил свой первый гол за новый клуб, сделав счёт 4:4, после прострела от ещё одного новичка команды Иммобиле. Однако «Севилья» проиграла, пропустив гол в дополнительное время. Коноплянка вошёл в историю как четвёртый украинец, который отмечался в Суперкубке УЕФА, до него это делали Олег Блохин (в 1975 году — 3 мяча «Баварии»), Алексей Михайличенко (мяч «Милану» в первом матче Суперкубка-1990) и Андрей Шевченко. Так же этот матч стал самым результативным за всю историю розыгрыша Суперкубка УЕФА.

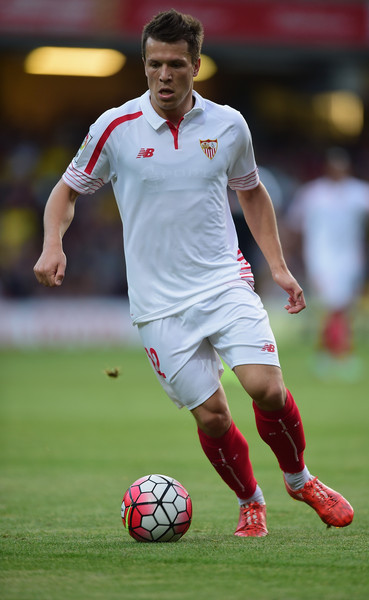
Коноплянка в составе «Севильи» в 2015 году

Перед началом сезона портал Whoscored поместил Коноплянку на обложку нового сезона Примеры, вместе с Месси, Роналду и Гризманном. Дебют Коноплянки в чемпионате Испании состоялся в матче с «Малагой», который завершился нулевой ничьей. 25 сентября со штрафного забил свой первый гол в испанской лиге, который стал решающим в матче с «Райо Вальекано» (3:2).
В своём первом матче в Лиге чемпионов против «Боруссии» Коноплянка забил один из самых быстрых голов среди футболистов, которые выходили на замену — для этого ему понадобилось всего 19 секунд, а среди дебютных голов это взятие ворот является самым быстрым в истории. В выездном матче Лиги чемпионов против «Манчестер Сити» так же отметился голом.
22 октября 2015 года подписал контракт с испанским футбольным агентством Promoesport. В матче Примеры против «Хетафе» заработал пенальти, забил с него гол и отдал голевую передачу, получил вторую в команде после сделавшего хет-трик Гамейро оценку 9.8 из 10 от портала Whoscored. В матче с «Вильярреалом» отдал голевой пас и стал лучшим игроком в составе своей команды. По версии всех мировых футбольных СМИ стал лучшим игроком домашнего матча против мадридского «Реала», отдав в нём две голевые передачи. В матче Лиги чемпионов с итальянским «Ювентусом» отдал голевую передачу, «Севилья» победила с минимальным счётом, что позволило ей продолжить выступления в еврокубках и выйти с третьего места из группы Лиги чемпионов в Лигу Европы, которую она в результате выиграла. В матче чемпионата со «Спортингом» так же отдал голевой пас и был признан лучшим игроком матча.
В конце 2015 года мог попасть в команду года по версии УЕФА, однако ему всё же не хватило голосов. В свою символическую сборную Коноплянку включил, к примеру, легендарный нидерландский футболист Патрик Клюйверт. Соперниками Евгения среди полузащитников были такие игроки, как Андрес Иньеста, Иван Ракитич, Хамес Родригес, Поль Погба, Кевин де Брёйне и другие.
Зимой 2016 года отметился дважды: забил гол в девятку в матче с «Леванте», а также забил гол в матче полуфинала Кубка Испании против «Сельты». В важной игре чемпионата против «Вильярреала» забил красивый гол с дальней дистанции, сделал голевую передачу (после прострела Евгения мяч в свои ворота срезал игрок соперника) и стал лучшим игроком матча в составе своей команды, там же получил небольшое повреждение. Играл в четвертьфинальных матчах Лиги Европы против «Атлетика» Бильбао, где в ответном матче реализовал одиннадцатиметровый удар в серии пенальти. В полуфинале турнира играл в выездном матче с донецким «Шахтёром». Сидел в запасе в финале Лиги Европы, но на поле не появился. В результате «Севилья» победила «Ливерпуль» со счётом 1:3. Через несколько дней стал первым украинским финалистом Кубка Испании, где в матче против «Барселоны» получил жёлтую карточку на 106-й минуте.
В конце сезона стал вторым в команде после Кевина Гамейро по статистике гол + пас.

#### Сезон 2016/17
Получил 10-й номер. В своём втором матче Суперкубка УЕФА против мадридского «Реала» отметился голом с пенальти после выхода на замену, но «Севилья» проиграла. После этого гола стал первым в истории украинцем, забивавшем в двух Суперкубках УЕФА подряд и по количеству голов (2) уступает лишь Олегу Блохину (3 гола). В начале сезона у команды сменился главный тренер — место Унаи Эмери занял Хорхе Сампаоли, который, несмотря на результативность Евгения в предсезонной подготовке, не увидел его в основном составе на грядущий сезон. Таким образом, Коноплянка занялся поиском новой команды.

### «Шальке 04»

#### Сезон 2016/17
30 августа «Шальке 04» подтвердил подписание футболиста, немецкий клуб арендовал игрока на год с правом дальнейшего выкупа. Взял 11-й номер. Дебютировал в чемпионате Германии матчем с мюнхенской «Баварией», вышел в стартовом составе. Первым голом за новый клуб отметился на 11-й минуте в матче группового этапа третьего раунда Лиги Европы против «Краснодара», который завершился со счётом 0:1, Евгений также попал в символическую сборную тура. В матче Кубка Германии оформил дубль (голы на 20-й и 44-й минутах), в итоге «Шальке» одержал победу над «Нюрнбергом» со счётом 2:3, после игры Коноплянка получил награду лучшего игрока матча. В матче 5 тура Лиги Европы против «Ниццы» забил свой четвёртый гол за немецкую команду, отметившись на 14-й минуте. Вновь попал в символическую сборную и претендовал на звание лучшего игрока тура. В поединке чемпионата Германии против «Дармштадта» отдал голевой пас. Дебютным взятием ворот в Бундеслиге отметился в домашнем матче против «Фрайбурга» на 74-й минуте. Забил гол «Зандхаузену» в матче 1/8 финала Кубка Германии. В конце сезона клуб выкупил права на Евгения. По итогам сезона «Шальке» занял 10-е место в Бундеслиге (в прошлом сезоне команда закончила чемпионат на 5-м месте).
4 июня, в интервью интернет-проекту FootballHub Коноплянка раскритиковал главного тренера «Шальке». По словам Евгения, Маркус Вайнцирль не давал никаких комментариев по поводу непопадания игроков (в том числе и его) в заявки на матчи, а вызывал на личные беседы только на пару минут и без переводчиков.
Он сказал, что мне лучше найти в следующем сезоне другую команду. А я, не буду этого скрывать, ему говорю: «Слушай, а ты думаешь, ты здесь дольше останешься, чем я? Ну правда?». Это трусость. Он трус, я не буду это скрывать. И он не задержится в этой команде, я желаю этого поскорее.
Вскоре после интервью спортивный директор «Шальке» Кристиан Хайдель заявил, что Коноплянка будет оштрафован, однако уже 9 июня клуб уволил Вайнцирля и пригласил на его место итальянца Доменико Тедеско, который заявил, что для Коноплянки всё начнётся с нуля.

#### Сезон 2017/18
По итогам предсезонных сборов был признан лучшим игроком «Шальке» по версии авторитетного издания kicker.
Первый официальный матч сезона в Кубке Германии против берлинского «Динамо» начал в стартовом составе и принёс команде победу, оформив дубль на 78-й и 91-й минутах. Чемпионат Германии 2017/18 «Шальке» начинал домашней игрой против вице-чемпиона прошлого сезона «РБ Лейпциг» — Коноплянка вышел с первых минут и отметился голом, матч закончился со счётом 2:0. В этом сезоне Евгений преимущественно начинал матчи с первых минут, хотя иногда выходил с замены. В матче против «Гамбурга» заработал пенальти и отдал голевую передачу, в результате «Шальке» победил 2:0 и впервые за 5 лет поднялся на 2-е место в Бундеслиге. Коноплянка был признан лучшим игроком матча по версии kicker.
В 13-м туре подопечных Доменико Тедеско ожидал непростой выезд принципиального Рурского дерби — «Боруссия» находилась в кризисной ситуации, не побеждая в чемпионате с 30 сентября, однако в первые 25 минут игры команда из Дортмунда смогла забить 4 безответных мяча. «Шальке» не собирался сдаваться так просто: во втором тайме «горняки» отличились в воротах соперника столько же раз, сколько и он — 4. Коноплянка стал одним из героев встречи, отдав две голевые передачи, в том числе — решающую на Налдо, который забил 8-й гол в матче на последних минутах, таким образом установив самую результативную ничью в противостояниях этих двух команд. Забил гол с дальней дистанции в матче с «Вердером» однако удержать победу «шалькерам» не удалось, матч закончился поражением 1:2. В конце зимы-начале весны на некоторое время потерял место в основном составе.
Во втором в сезоне Рурском дерби вновь отметился результативным действием — забил гол на 50-й минуте, этот мяч стал юбилейным, 2500-м голом «Шальке» в чемпионате Германии, поединок закончился победой хозяев 2:0. Попал в команду недели Бундеслиги по версии Bild. Играл в полуфинале Кубка Германии против «Айнтрахта», но выйти в финал «Шальке» не удалось — поражение 0:1. В матче с «Кёльном» забил гол и отдал голевую передачу уже к 25-й минуте игры, однако матч закончился ничьей 2:2. Стал лучшим игроком матча по версии Whoscored и попал в команду недели от kicker. В следующем туре чемпионата Германии против мёнхенглабдахской «Боруссии» заработал пенальти.
По итогам сезона «Шальке» занял второе место в чемпионате Германии 2017/18, Коноплянка попал в топ-70 игроков Бундеслиги по версии kicker.

#### Сезон 2018/19
Сезон 2018/19 «Шальке» начал плохо. После девяти туров у «кнаппен» было всего семь очков и всего одно очко отрыва от зоны вылета. Коноплянка пропустил несколько матчей старта сезона из-за травмы. В матче против «Герты» получил красную карточку на последних минутах за срыв атаки. Отдал голевую передачу в матче 6-го тура против «Майнца» — в результате «Шальке» победил 1:0 и получил первые 3 очка в новом сезоне Бундеслиги. Несмотря на хорошие отзывы прессы (kicker долгое время называл Евгения лучшим полевым игроком «Шальке») и данные статистических порталов (лучший игрок команды по продвижению мяча вперёд, по ключевым передачам и многим другим характеристикам), Коноплянка всё чаще оказывался на скамейке запасных в чемпионате Германии, тогда как в Лиге Чемпионов преимущественно выходил со стартового состава.
В Лиге чемпионов «Шальке» попал в группу с «Порту», «Галатасараем» и московским «Локомотивом». В домашнем матче с «Порту» вышел на замену. Встречу с «Локомотивом» начал с первых минут и отдал решающую голевую передачу на 88-й минуте. Выездные матчи с «Галатасараем» и «Порту», а также домашний поединок 6-го тура с «Локомотивом» провел на хорошем уровне, заслужив положительные оценки СМИ и статистических сайтов. В выездном матче чемпионата Германии с берлинской «Гертой» забил красивый гол с дальней дистанции, матч закончился со счётом 2:2. Из-за неудовлетворительных результатов команды главный тренер Доменико Тедеско был отправлен в отставку, его место временно занял Хуб Стевенс, а в конце сезона — Давид Вагнер. Сезон «Шальке» закончил на 14-м месте, что после успеха предыдущего сезона было очень плохим результатом.

### «Шахтёр» (Донецк)

#### Сезон 2019/20
2 сентября 2019 года Коноплянка вернулся в украинский чемпионат, подписав контракт на 3 года с донецким «Шахтёром».
Дебютировал за новую команду матчем чемпионата Украины против луганской «Зари», отдав в конце второго тайма решающую голевую передачу (победа «Шахтёра» 4:3). 18 сентября дебютировал за донецкий клуб в Лиге чемпионов. Первый гол за «горняков» в чемпионате Украины забил 27 сентября в матче против «Ворсклы». Забил гол в матче чемпионата с «Колосом», а также — в домашнем матче Лиги чемпионов против загребского «Динамо». Заработал пенальти в матче против «Мариуполя» (1:1). В матче весенней части сезона с СК «Днепр-1» отдал ассист и забил гол. Далее чемпионат Украины и другие турниры (в частности Лига Европы, куда выбыл «Шахтёр») были временно остановлены из-за пандемии COVID-19. В матче чемпионата Украины против «Александрии» отдал голевую передачу. В «украинском классико» против киевского «Динамо» забил фирменный гол после смещения в центр, «Шахтёр» победил 2:3. Отдал голевую передачу в перенесённом матче 1/8 финала Лиги Европы против «Вольфсбурга».
По итогам сезона 2019/2020 «Шахтёр» занял первое место в турнирной таблице, Коноплянка впервые в карьере стал чемпионом Украины.

#### Сезон 2020/21
Практически всю осеннюю часть сезона пропустил из-за травмы. По той же причине пропустил весенние матчи «Шахтёра» и перенесённый с 2020 на 2021 год чемпионат Европы. Во второй раз в карьере стал серебряным призёром чемпионата Украины по футболу 2020/2021 (впервые — в сезоне 2013/14 в составе «Днепра»).

#### Сезон 2021/22
Восстановился от продолжительной травмы и принял участие в предсезонных сборах команды с новым тренером Роберто Де Дзерби. Впервые после травмы вернулся на поле в матче квалификации Лиги чемпионов против бельгийского «Генка», так же принял участие в следующем матче квалификации против «Монако». Однако дальше череда из нескольких повреждений вновь выбила Коноплянку из основной обоймы игроков клуба.

### «Краковия»
11 февраля 2022 года в статусе свободного агента перешёл в польский клуб «Краковия», заключив контракт на 6 месяцев. 20 мая 2022 года продлил контракт с клубом до лета 2023 года.
Участвовал в предсезонных летних сборах команды, где получил мышечное повреждение, из-за чего пропустил несколько матчей начала чемпионата Польши 2022/23. Первый гол за команду забил 31 августа в матче Кубка Польши против ЛКС «Лагув», «Краковия» выиграла со счётом 1:3. Дебютный гол в Экстракласе забил в следующем же матче, 3 сентября, со штрафного поразив ворота вице-чемпиона Польши прошлого сезона «Ракув» Ченстохова. Забил гол с пенальти в кубковом матче с «Ресовией», однако «Краковия» не смогла пройти дальше, проиграв со счётом 4:3. В предпоследнем матче года, с «Ягеллонией», отдал голевую передачу через четверть поля, этот гол стал единственным в противостоянии и помог команде из Кракова добыть 3 очка. В матче второго круга со «Сталью» отдал ассист (победа 2:1). В матче против «Медзи» забил мяч, спасший для команды ничью 1:1.
27 мая 2023 клуб объявил об уходе украинского футболиста из команды по окончании сезона.

### «ЧФР Клуж»
25 июля 2023 года подписал контракт с румынским клубом «ЧФР Клуж».
3 января 2024 года разорвал контракт с клубом «ЧФР Клуж» по обоюдному согласию сторон

## Карьера в сборной

#### В юношеских и молодёжной сборных Украины
Выступал за юношеские сборные Украины до 17 лет и до 19 лет. В молодёжной сборной Украины до 21 года дебютировал 14 октября 2008 года в матче против Португалии (0:1). Был участником финального этапа молодёжного чемпионата Европы 2011 года, в рамках которого принял участие во всех трёх матчах команды на турнире. Выиграл турнир памяти Валерия Лобановского в августе 2009 года, в финале Украина обыграла Турцию (1:0).

#### В национальной сборной Украины

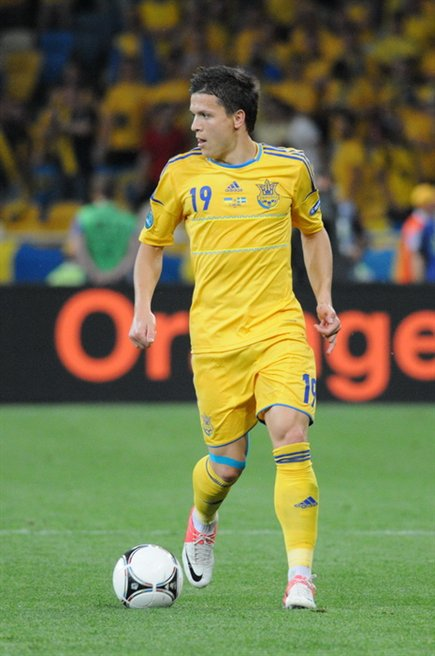
Коноплянка в составе сборной Украины в 2012 году

В апреле 2010 года Мирон Маркевич впервые вызвал Коноплянку в состав национальной сборной Украины на контрольные матчи в конце мая и начале июня против Литвы, Румынии и Норвегии. Взял 19-й номер. В матче против Литвы заработал пенальти, а первым голом отличился уже во втором матче за национальную команду — против Румынии. В матче против Норвегии отдал голевую передачу. В ноябре 2010 года забил мяч в товарищеском матче против сборной Швейцарии. В 2011 году забивал сборным Уругвая и Германии, отдал голевую передачу в матче против сборной Болгарии. Отличился голом в первом матче сборной Украины в 2012 году (против сборной Израиля).
Играл в стартовом составе во всех трёх матчах сборной Украины на домашнем Евро-2012. В первом матче (против сборной Швеции) стал одним из создателей гола, принёсшего сборной Украины победу — Коноплянка отдал голевую передачу на Андрея Шевченко, который забил свой последний гол в профессиональной карьере. После Евро-2012 выступал в сборной Украины под 10-м номером.
11 сентября 2012 года в выездном матче отбора на чемпионат мира 2014 против сборной Англии (2-й тур) Коноплянка забил красивый гол из-за пределов штрафной, в дальнюю девятку поразив ворота Джо Харта. Забил гол в ворота сборной Черногории. Играл в историческом матче сборной Украины (самая крупная победа — 9:0) против сборной Сан-Марино, где забил гол, отдал голевую передачу и получил звание игрока матча. В важном матче 11-го тура против сборной Польши отдал голевую передачу, которая стала решающей в поединке.
В матче 2-го тура отбора на чемпионат Европы 2016 сделал голевую передачу (автогол игрока сборной Беларуси). Отличился забитыми голами в трёх матчах подряд: в товарищеском поединке против сборной Грузии, а также в матчах отбора на Евро-2016 против сборных Люксембурга и Беларуси. 14 ноября 2015 года в первом стыковом матче плей-офф квалификации Евро-2016 против сборной Словении впервые вывел украинскую команду на поле с капитанской повязкой. Коноплянка стал капитаном в возрасте 26 лет и 46 дней, по этому показателю он входит в десятку самых молодых капитанов сборной Украины (а среди футболистов, впервые становившихся капитанами в официальных матчах — занимает третье место).

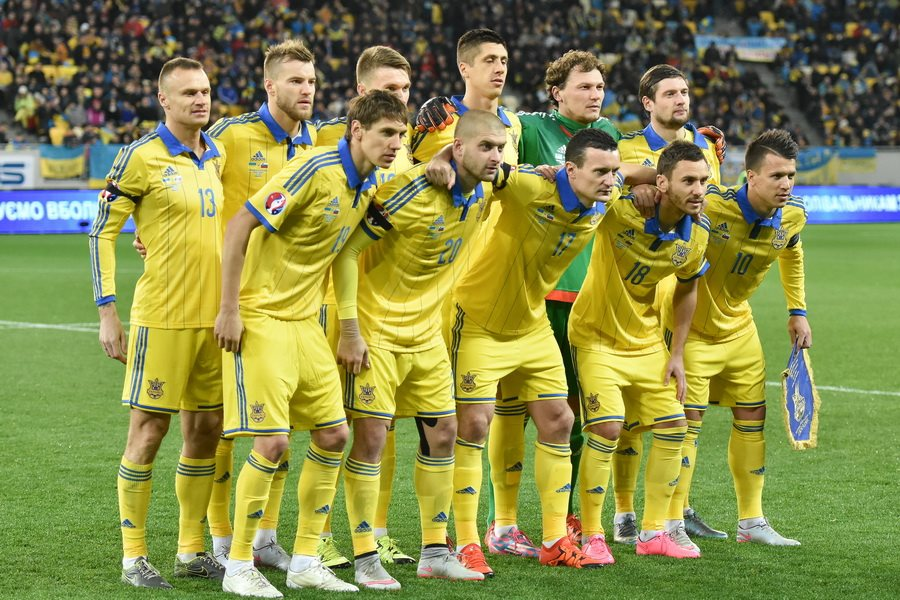
В роли капитана перед матчем Украина — Словения

В контрольном матче перед Евро-2016 против сборной Румынии забил гол и отдал голевую передачу, этими же действиями отличился в следующем матче со сборной Албании. С первых минут выходил на поле во всех матчах сборной на Евро-2016. После неудачного чемпионата Европы 2016 главным тренером сборной был назначен Андрей Шевченко, при котором Коноплянка продолжал быть одним из капитанов сборной.
В матче 4-го тура отбора на чемпионат мира 2018 против сборной Финляндии отдал голевой пас, позволивший команде добыть минимальную победу, в ответном матче против этой же команды (6-й тур) забил гол. В следующем туре, в матче со сборной Турции, отдал голевую передачу. В матче 9-го тура против сборной Косова сделал голевую передачу (гол в свои ворота срезал игрок противника). Забил победный гол в ворота Словакии в последнем поединке национальной команды в 2017 году. В двух первых матчах 2018 года (товарищеских встречах со сборными Саудовской Аравии и Японии) отличился голевыми передачами. Забил два гола и отдал голевой пас в товарищеском матче со сборной Албании. Стал автором первого гола сборной Украины в Лиге наций, поразив ворота сборной Чехии. Забил гол в матче 5-го тура Лиги наций со Словакией. В важном матче против Сербии в рамках отбора на чемпионат Европы 2020, несмотря на фактическое отсутствие игровой практики в клубе, оформил дубль.
В 2021 году, из-за продолжительной травмы, не попал в заявку сборной Украины на перенесённый из-за пандемии чемпионат Европы 2020.
Многолетний лидер сборной Украины и один из самых результативных её игроков. По состоянию на январь 2024 года имеет в активе 87 матчей, 21 забитый мяч и 15 голевых передач за сборную. По количеству голов занимает третье место в истории сборной Украины, уступая только Андрею Шевченко и Андрею Ярмоленко.

## Стиль игры
Рабочая нога — правая, но забивает и левой (например, в ворота дортмундской «Боруссии» в 2018 году). Обладает хорошим дриблингом и сильным ударом, часто эффективно исполняет штрафные. Имеет высокую скорость (в матче против «Черноморца» в сезоне 2013/2014 разогнался с мячом до 35 км/час). Четырёхкратный чемпион Англии Кайл Уокер, который славится своими скоростными данными признавался, что в матче отбора на чемпионат мира 2014 Украина — Англия Коноплянка едва не завершил его карьеру в национальной команде: защитник 60 минут не мог даже отобрать мяч у украинца. Любимый финт — смещение в центр и удар правой из-за пределов штрафной в дальний верхний или нижний угол. Однако, многие футбольные эксперты часто критикуют Коноплянку за недостаточную игру в обороне.

## Достижения

### Командные
«Днепр»
- Серебряный призёр чемпионата Украины: 2013/14
- Бронзовый призёр чемпионата Украины: 2014/15
- Финалист Лиги Европы: 2014/15

«Севилья»
- Победитель Лиги Европы: 2015/16
- Финалист Кубка Испании: 2015/16
- Финалист Суперкубка Испании: 2016
- Финалист Суперкубка УЕФА: 2015, 2016

«Шальке 04»
- Серебряный призёр чемпионата Германии: 2017/18

«Шахтёр» (Донецк)
- Чемпион Украины: 2019/20
- Серебряный призёр чемпионата Украины: 2020/21

Сборная Украины (до 21 года)
- Победитель Турнира памяти Валерия Лобановского: 2009

### Личные
- Герой сезона (голосование болельщиков на официальном сайте ФК «Днепр») (3): 2009/10, 2010/11, 2013/14[7][11][19]
- Лучший молодой игрок Украины: 2010[9]
- Лучший молодой игрок чемпионата Украины: 2010/11[10]
- Футболист года на Украине (3): 2010, 2012, 2013
- Лучший игрок чемпионата Украины (2): 2011/2012, 2013/14[13]
- Футболист года в чемпионате Украины: 2013
- Символическая сборная группового этапа Лиги Европы: 2012/13[14]
- Список 8 лучших молодых футболистов Лиги Европы от УЕФА: 2012/13[15]
- Лучший гол года на Украине: 2013[16]
- Символическая сборная года Лиги Европы: 2014/15[21]
- Спортсмен года на Украине: 2015[104]
- Кандидат на попадание в Команду года УЕФА: 2015
- Список 100 лучших футболистов года по версии The Guardian: 2015[105]
- Топ-10 в списке лучших вингеров мира по версии ESPN: 2016[106]
- Топ-70 игроков чемпионата Германии сезона 2017/18 по версии kicker[62]
- Автор самого быстрого дебютного гола после выхода на замену в истории Лиги чемпионов (19 секунд)[32].

## Личная жизнь
Жена Виктория (в дев. Шиманская) — мастер спорта по бадминтону. Познакомилась пара ещё на заре карьеры Евгения в 2008 году, в Интернете, отмечают день рождения в один день — 29 сентября. Долгое время жили гражданским браком, после чего сыграли свадьбу 26 октября 2014 года. 26 августа 2015 года родилась дочь Злата, футболист посвятил ей забитый гол в матче отбора чемпионата Европы 2016 против сборной Беларуси. 4 мая 2017 года родился сын Дамир.
Есть младшая сестра Татьяна.
Является крестным отцом детей Дениса Олейника, младшей дочери Руслана Ротаня.
В 2013 году Евгений Коноплянка снялся в эпизоде популярного украинского телесериала «Виталька», а в 2021 — в фильме «Большая прогулка», который должен был выйти на экраны 24 февраля 2022 года. Футболист принимал участие в телерекламе Nissan и снимался в совместной рекламе Pepsi и Lay’s (футбольный челлендж «#зацінискіл»), обе рекламные интеграции были посвящены розыгрышу билетов на финал Лиги чемпионов 2017/18 и 2019/20 соответственно.

## Статистика

### Клубная статистика
| Днепр            | 2007/08          | 2   | 0  | 1  | 0  | 0 | 0 | 0  | 0  | 0 | 0 | 3   | 0  |
| Днепр            | 2008/09          | 12  | 0  | 0  | 0  | 0 | 0 | 0  | 0  | 0 | 0 | 12  | 0  |
| Днепр            | 2009/10          | 22  | 4  | 2  | 0  | 0 | 0 | 0  | 0  | 0 | 0 | 24  | 4  |
| Днепр            | 2010/11          | 25  | 6  | 3  | 0  | 0 | 0 | 3  | 0  | 0 | 0 | 31  | 6  |
| Днепр            | 2011/12          | 28  | 8  | 2  | 1  | 0 | 0 | 2  | 0  | 0 | 0 | 32  | 9  |
| Днепр            | 2012/13          | 20  | 2  | 3  | 0  | 0 | 0 | 9  | 3  | 0 | 0 | 32  | 5  |
| Днепр            | 2013/14          | 27  | 8  | 1  | 1  | 0 | 0 | 8  | 4  | 0 | 0 | 36  | 13 |
| Днепр            | 2014/15          | 21  | 7  | 4  | 0  | 0 | 0 | 17 | 1  | 0 | 0 | 41  | 8  |
| Днепр            | Итого            | 157 | 35 | 16 | 2  | 0 | 0 | 39 | 8  | 0 | 0 | 212 | 45 |
| Севилья          | 2015/16          | 32  | 4  | 7  | 1  | 0 | 0 | 12 | 2  | 1 | 1 | 52  | 8  |
| Севилья          | 2016/17          | 0   | 0  | 0  | 0  | 1 | 0 | 0  | 0  | 1 | 1 | 2   | 1  |
| Севилья          | Итого            | 32  | 4  | 7  | 1  | 1 | 0 | 12 | 2  | 2 | 2 | 54  | 9  |
| Шальке 04        | 2016/17          | 17  | 1  | 2  | 3  | 0 | 0 | 8  | 2  | 0 | 0 | 27  | 6  |
| Шальке 04        | 2017/18          | 27  | 4  | 3  | 2  | 0 | 0 | 0  | 0  | 0 | 0 | 30  | 6  |
| Шальке 04        | 2018/19          | 13  | 1  | 2  | 0  | 0 | 0 | 6  | 0  | 0 | 0 | 21  | 1  |
| Шальке 04        | Итого            | 57  | 6  | 7  | 5  | 0 | 0 | 14 | 2  | 0 | 0 | 78  | 13 |
| Шахтёр           | 2019/20          | 20  | 4  | 1  | 0  | 0 | 0 | 9  | 1  | 0 | 0 | 30  | 5  |
| Шахтёр           | 2020/21          | 8   | 0  | 1  | 0  | 1 | 0 | 4  | 0  | 0 | 0 | 14  | 0  |
| Шахтёр           | 2021/22          | 0   | 0  | 0  | 0  | 0 | 0 | 2  | 0  | 0 | 0 | 2   | 0  |
| Шахтёр           | Итого            | 28  | 4  | 2  | 0  | 1 | 0 | 15 | 1  | 0 | 0 | 46  | 5  |
| Краковия         | 2021/22          | 10  | 0  | 0  | 0  | 0 | 0 | 0  | 0  | 0 | 0 | 10  | 0  |
| Краковия         | 2022/23          | 26  | 2  | 2  | 2  | 0 | 0 | 0  | 0  | 0 | 0 | 28  | 4  |
| Краковия         | Итого            | 36  | 2  | 2  | 2  | 0 | 0 | 0  | 0  | 0 | 0 | 38  | 4  |
| Всего за карьеру | Всего за карьеру | 310 | 51 | 34 | 10 | 2 | 0 | 80 | 13 | 2 | 2 | 428 | 76 |

### Матчи за сборную
| №  | Дата             | Оппонент          | Счёт          | Голы | Соревнование             |
| -- | ---------------- | ----------------- | ------------- | ---- | ------------------------ |
| 1  | 25 мая 2010      | Литва             | 4:0           | —    | Товарищеский матч        |
| 2  | 29 мая 2010      | Румыния           | 3:2           | 1    | Товарищеский матч        |
| 3  | 2 июня 2010      | Норвегия          | 1:0           | —    | Товарищеский матч        |
| 4  | 11 августа 2010  | Нидерланды        | 1:1           | —    | Товарищеский матч        |
| 5  | 7 сентября 2010  | Чили              | 2:1           | —    | Товарищеский матч        |
| 6  | 17 ноября 2010   | Швейцария         | 2:2           | 1    | Товарищеский матч        |
| 7  | 8 февраля 2011   | Румыния           | 2:2 (4:2 пен) | —    | Товарищеский матч        |
| 8  | 9 февраля 2011   | Швеция            | 1:1 (5:4 пен) | —    | Товарищеский матч        |
| 9  | 10 августа 2011  | Швеция            | 0:1           | —    | Товарищеский матч        |
| 10 | 2 сентября 2011  | Уругвай           | 2:3           | 1    | Товарищеский матч        |
| 11 | 6 сентября 2011  | Чехия             | 0:4           | —    | Товарищеский матч        |
| 12 | 7 октября 2011   | Болгария          | 3:0           | —    | Товарищеский матч        |
| 13 | 11 октября 2011  | Эстония           | 2:0           | —    | Товарищеский матч        |
| 14 | 11 ноября 2011   | Германия          | 3:3           | 1    | Товарищеский матч        |
| 15 | 15 ноября 2011   | Австрия           | 2:1           | —    | Товарищеский матч        |
| 16 | 29 февраля 2012  | Израиль           | 3:2           | 1    | Товарищеский матч        |
| 17 | 28 мая 2012      | Эстония           | 4:0           | —    | Товарищеский матч        |
| 18 | 1 июня 2012      | Австрия           | 2:3           | —    | Товарищеский матч        |
| 19 | 5 июня 2012      | Турция            | 0:2           | —    | Товарищеский матч        |
| 20 | 11 июня 2012     | Швеция            | 2:1           | —    | Финальные матчи ЧЕ-2012  |
| 21 | 15 июня 2012     | Франция           | 0:2           | —    | Финальные матчи ЧЕ-2012  |
| 22 | 19 июня 2012     | Англия            | 0:1           | —    | Финальные матчи ЧЕ-2012  |
| 23 | 15 августа 2012  | Чехия             | 0:0           | —    | Товарищеский матч        |
| 24 | 11 сентября 2012 | Англия            | 1:1           | 1    | Отборочные матчи ЧМ-2014 |
| 25 | 16 октября 2012  | Черногория        | 0:1           | —    | Отборочные матчи ЧМ-2014 |
| 26 | 6 февраля 2013   | Норвегия          | 2:0           | —    | Товарищеский матч        |
| 27 | 2 июня 2013      | Камерун           | 0:0           | —    | Товарищеский матч        |
| 28 | 7 июня 2013      | Черногория        | 4:0           | 1    | Отборочные матчи ЧМ-2014 |
| 29 | 14 августа 2013  | Израиль           | 2:0           | —    | Товарищеский матч        |
| 30 | 6 сентября 2013  | Сан-Марино        | 9:0           | 1    | Отборочные матчи ЧМ-2014 |
| 31 | 10 сентября 2013 | Англия            | 0:0           | —    | Отборочные матчи ЧМ-2014 |
| 32 | 11 октября 2013  | Польша            | 1:0           | —    | Отборочные матчи ЧМ-2014 |
| 33 | 15 октября 2013  | Сан-Марино        | 8:0           | —    | Отборочные матчи ЧМ-2014 |
| 34 | 15 ноября 2013   | Франция           | 2:0           | —    | Отборочные матчи ЧМ-2014 |
| 35 | 19 ноября 2013   | Франция           | 0:3           | —    | Отборочные матчи ЧМ-2014 |
| 36 | 5 марта 2014     | США               | 2:0           | —    | Товарищеский матч        |
| 37 | 22 мая 2014      | Нигер             | 2:1           | —    | Товарищеский матч        |
| 38 | 9 октября 2014   | Беларусь          | 2:0           | —    | Отборочные матчи ЧЕ-2016 |
| 39 | 12 октября 2014  | Македония         | 1:0           | —    | Отборочные матчи ЧЕ-2016 |
| 40 | 15 ноября 2014   | Люксембург        | 3:0           | —    | Отборочные матчи ЧЕ-2016 |
| 41 | 18 ноября 2014   | Литва             | 0:0           | —    | Товарищеский матч        |
| 42 | 27 марта 2015    | Испания           | 0:1           | —    | Отборочные матчи ЧЕ-2016 |
| 43 | 31 марта 2015    | Латвия            | 1:1           | —    | Товарищеский матч        |
| 44 | 9 июня 2015      | Грузия            | 2:1           | 1    | Товарищеский матч        |
| 45 | 14 июня 2015     | Люксембург        | 3:0           | 1    | Отборочные матчи ЧЕ-2016 |
| 46 | 5 сентября 2015  | Беларусь          | 3:1           | 1    | Отборочные матчи ЧЕ-2016 |
| 47 | 8 сентября 2015  | Словакия          | 0:0           | —    | Отборочные матчи ЧЕ-2016 |
| 48 | 9 октября 2015   | Македония         | 2:0           | —    | Отборочные матчи ЧЕ-2016 |
| 49 | 12 октября 2015  | Испания           | 0:1           | —    | Отборочные матчи ЧЕ-2016 |
| 50 | 14 ноября 2015   | Словения          | 2:0           | —    | Отборочные матчи ЧЕ-2016 |
| 51 | 17 ноября 2015   | Словения          | 1:1           | —    | Отборочные матчи ЧЕ-2016 |
| 52 | 29 мая 2016      | Румыния           | 4:3           | 1    | Товарищеский матч        |
| 53 | 3 июня 2016      | Албания           | 3:1           | 1    | Товарищеский матч        |
| 54 | 12 июня 2016     | Германия          | 0:2           | —    | Финальные матчи ЧЕ-2016  |
| 55 | 16 июня 2016     | Северная Ирландия | 0:2           | —    | Финальные матчи ЧЕ-2016  |
| 56 | 21 июня 2016     | Польша            | 0:1           | —    | Финальные матчи ЧЕ-2016  |
| 57 | 5 сентября 2016  | Исландия          | 1:1           | —    | Отборочные матчи ЧМ-2018 |
| 58 | 6 октября 2016   | Турция            | 2:2           | —    | Отборочные матчи ЧМ-2018 |
| 59 | 9 октября 2016   | Косово            | 3:0           | —    | Отборочные матчи ЧМ-2018 |
| 60 | 12 ноября 2016   | Финляндия         | 1:0           | —    | Отборочные матчи ЧМ-2018 |
| 61 | 24 марта 2017    | Хорватия          | 0:1           | —    | Отборочные матчи ЧМ-2018 |
| 62 | 6 июня 2017      | Мальта            | 0:1           | —    | Товарищеский матч        |
| 63 | 11 июня 2017     | Финляндия         | 2:1           | 1    | Отборочные матчи ЧМ-2018 |
| 64 | 2 сентября 2017  | Турция            | 2:0           | —    | Отборочные матчи ЧМ-2018 |
| 65 | 5 сентября 2017  | Исландия          | 0:2           | —    | Отборочные матчи ЧМ-2018 |
| 66 | 6 октября 2017   | Косово            | 2:0           | —    | Отборочные матчи ЧМ-2018 |
| 67 | 9 октября 2017   | Хорватия          | 0:2           | —    | Отборочные матчи ЧМ-2018 |
| 68 | 10 ноября 2017   | Словакия          | 2:1           | 1    | Товарищеский матч        |
| 69 | 23 марта 2018    | Саудовская Аравия | 1:1           | —    | Товарищеский матч        |
| 70 | 27 марта 2018    | Япония            | 2:1           | —    | Товарищеский матч        |
| 71 | 31 мая 2018      | Марокко           | 0:0           | —    | Товарищеский матч        |
| 72 | 3 июня 2018      | Албания           | 4:1           | 2    | Товарищеский матч        |
| 73 | 6 сентября 2018  | Чехия             | 2:1           | 1    | Лига наций УЕФА          |

Итого: сыграно матчей: 58 / забито голов: 12; победы: 30, ничьи: 12, поражения: 16.